# Poblat ibèric de Puig de Castellet
El poblat ibèric de Puig de Castellet està situat a 2 quilòmetres de Lloret de Mar (la Selva), inclòs a l'Inventari  del Patrimoni Arqueològic i Paleontològic de Catalunya.
Al promontori anomenat Puig de Castellet, es sitúa a la banda occidental del Turó de Rossell, a la Serralada Litoral. El jaciment data del segle iii aC. Va estar actiu durant un període de menys de cinquanta anys, entre el 250 aC i el 200 aC (en què ja estava abandonat).

## Recinte fortificat: distribució i característiques arquitectòniques
El recinte fortificat està adaptat al relleu. Té forma pràcticament pentagonal, delimitat per tres murs principals (que protegeixen la part més accessible del poblat) units, per la banda SE, al fort desnivell del pujol. El pujol, que actua com a defensa natural, és possible que s'utilitzés també com a lloc de vigia natural.
El recinte ocupa uns 650 metres quadrats i consta d'onze espais rectangulars d'una, dues o tres cambres i disposats al llarg del perímetre per aprofitar al màxim l'espai disponible. La zona central, lliure d'edificis, s'utilitzava com a espai de circulació i comunicació entre els diversos espais, i per a instal·lar-hi les infraestructures com fosses de deixalles, pous i recollida d'aigües i un forn. L'entrada principal està al sector Est, que és la zona de més fàcil accés. Les característiques arquitectòniques de tots aquests espais, independentment de la seva funció, són comunes.
Els murs constaven de fonamentació i sòcol, fet amb filades de pedra, d'uns 40 cm de gruix i uns de 40-60 cm d'alçada mitjana. La resta de construcció estava feta de parets de terra, probablement de tàpia, que no s'han conservat. Els paviments eren o bé de la mateixa roca del subsòl o bé de capes de terra piconada o argila. Les parets estaven arrebossades de terra i les cobertes (que solien ser d'un sol vessant) es feien amb bigues de fusta, cobertes per un entramat d'elements vegetals i una capa de terra piconada per impermeabilitzar-ho. També s'utilitzaven pals de fusta per fer tanques per protegir i delimitar els espais.

### Galeria

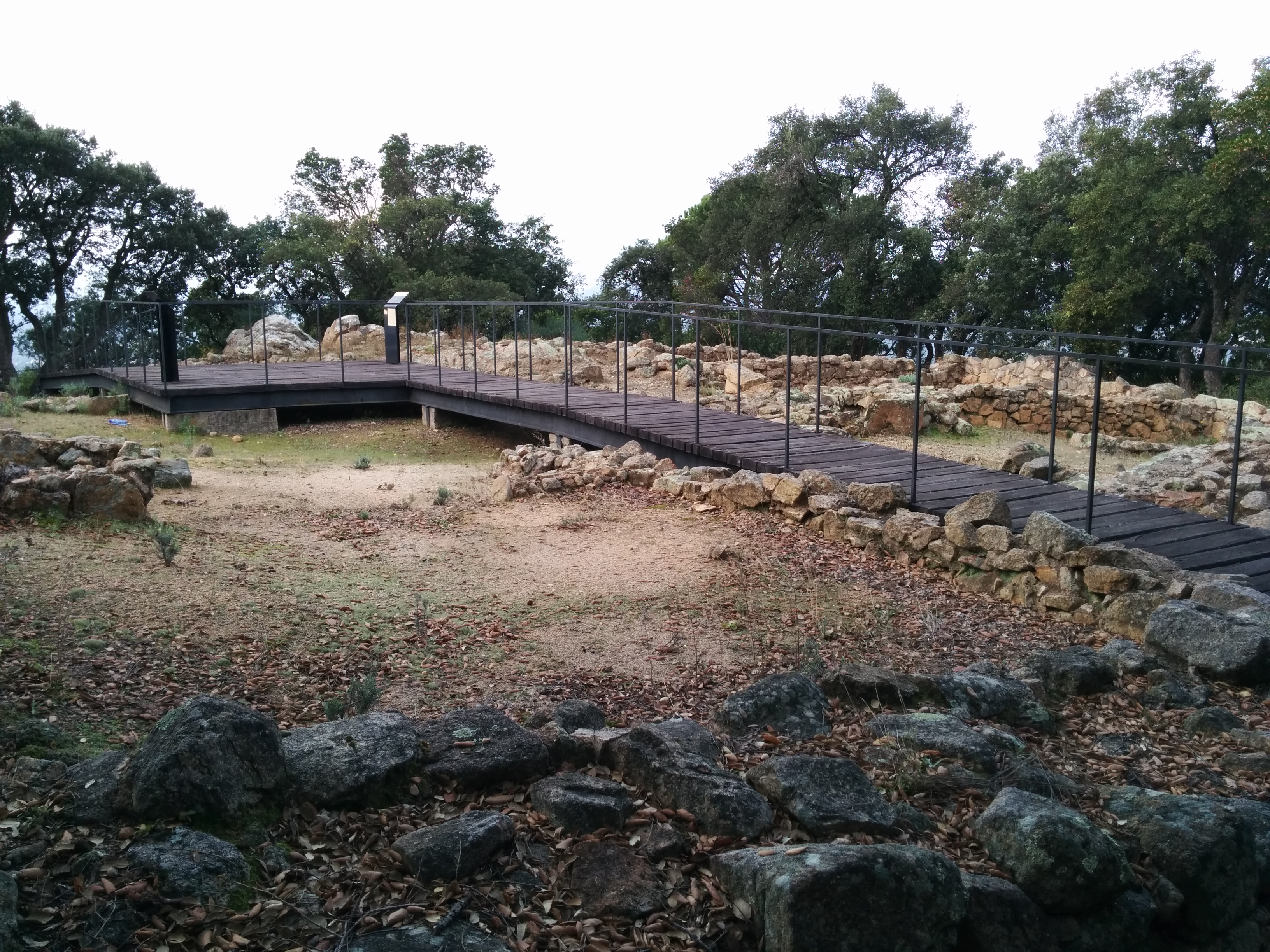
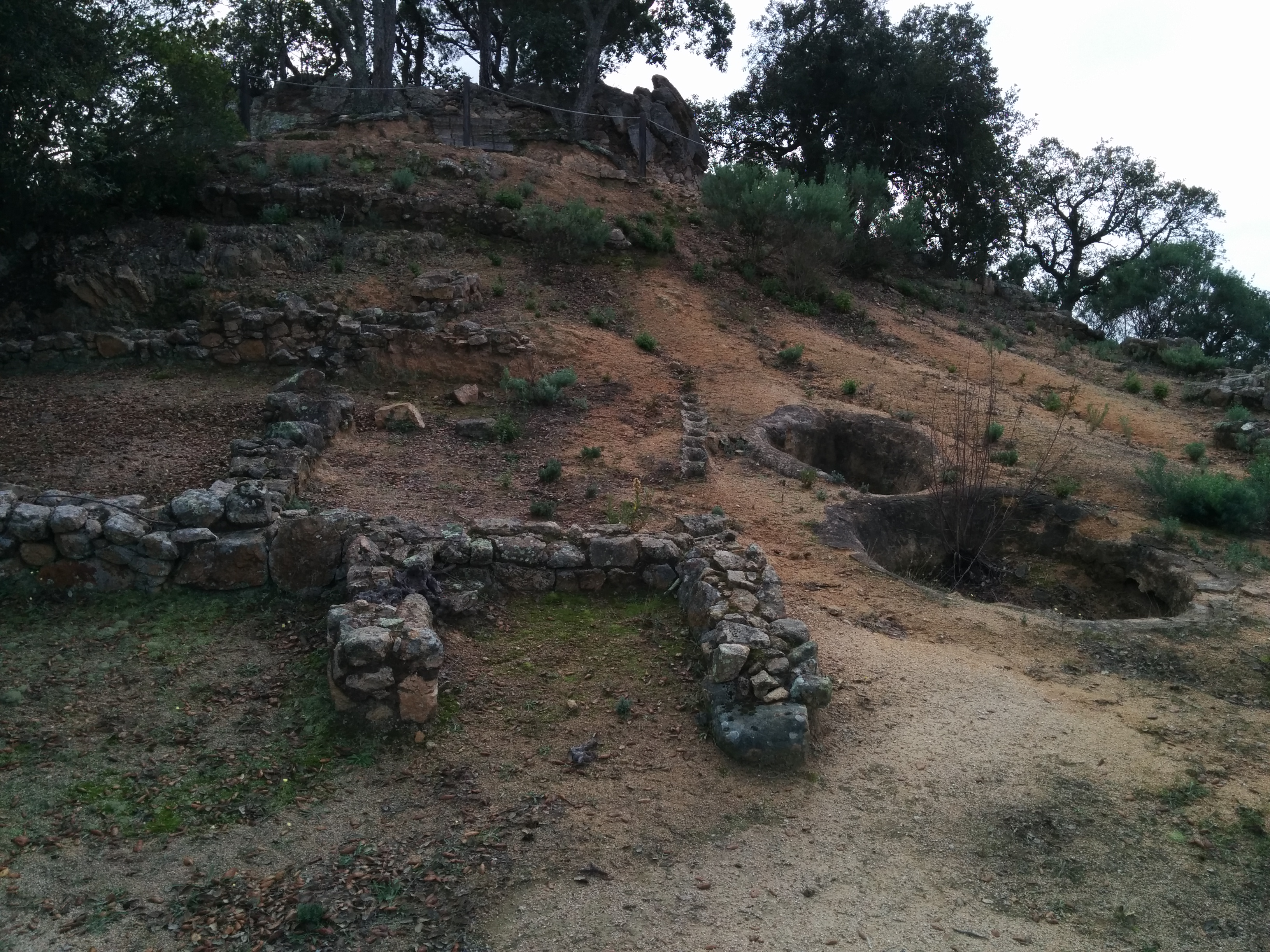
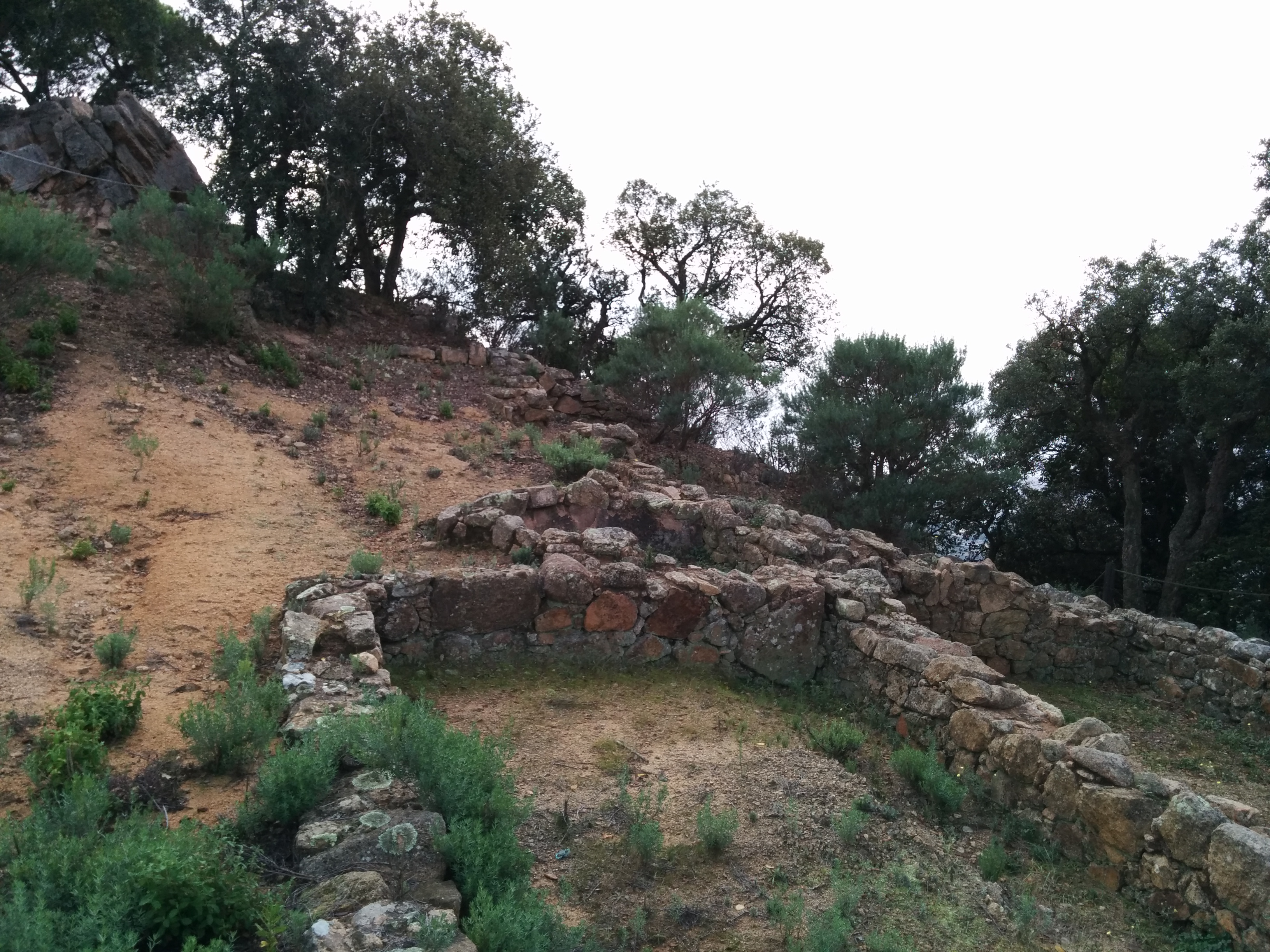
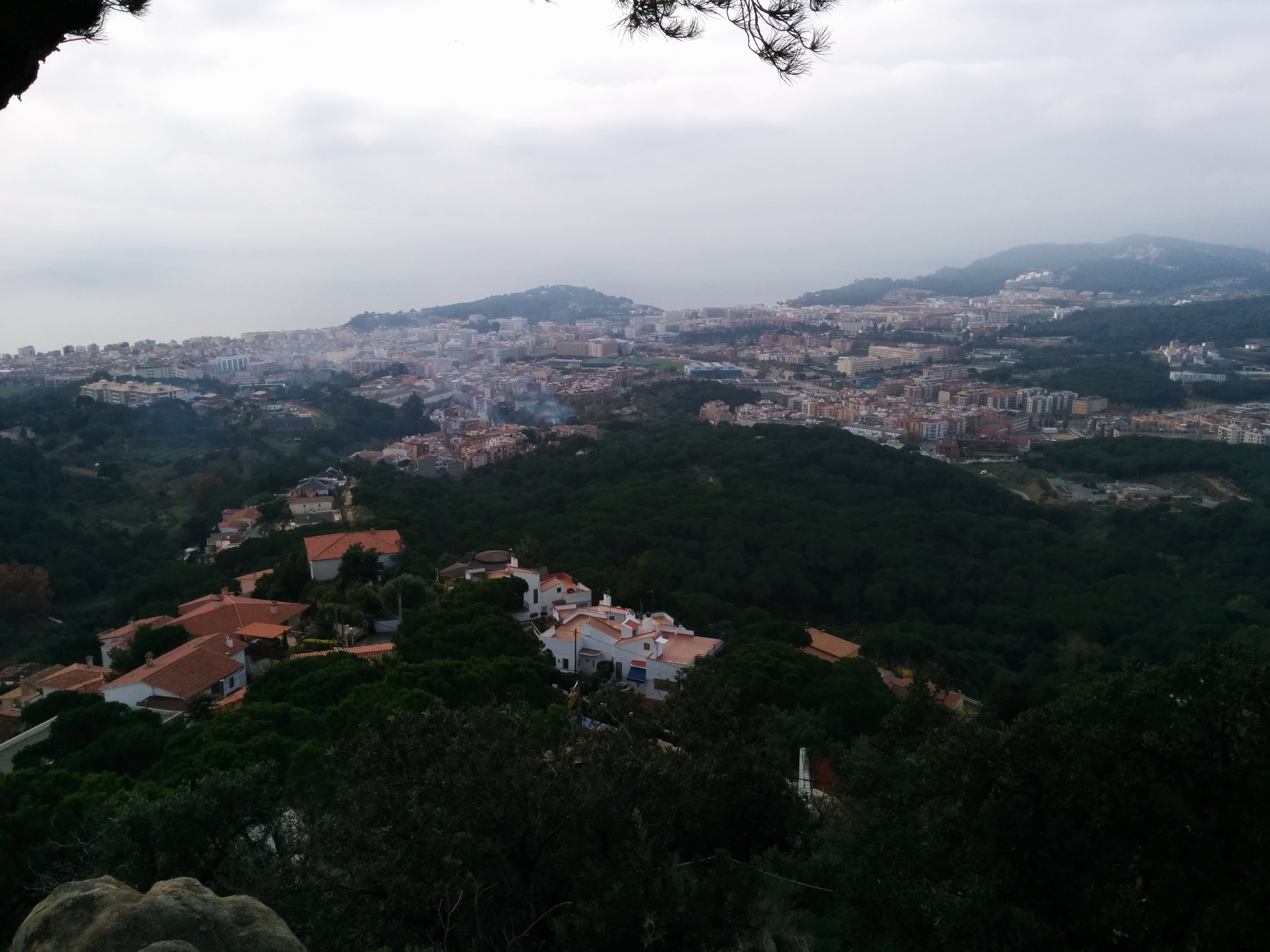

## Material arqueològic
Les restes materials trobades són principalment de tres tipus:
- Material ceràmic: És el més abundant i està format per vaixelles fetes a mà (recipients i vasos per conservar i cuinar aliments) i ceràmica feta a torn (vaixelles de taula i de luxe i àmfores per emmagatzemar). Un 17% dels vasos fets a mà trobats tenen decoracions (la majoria en forma de cordó imprès al voltant de la boca). La ceràmica feta a torn és de dues procedències: indígena o d'importació (d'Atenes, Roses o de la Magna Grècia). El material ceràmic a torn correspon a una època propera a l'arribada dels romans, el 218 aC.
- Material lític: Format per eines de pedra que s'utilitzaven per polir, esmolar, picar, moldre o com a pesos de teler. Els materials procedeixen del mateix lloc (com el quars o el granit) o d'un radi d'uns cinc quilòmetres al voltant (rierencs transportats pel riu Tordera o dipositats a la costa).
- Material metàl·lic: És força escàs i no és de producció local. Hi ha objectes de bronze per a l'ornamentació (fíbules, agulles, objectes de tocador...), de ferro (claus, ganivets...) i altres materials com un penjoll de plata, amb una figura humana, probablement d'origen púnic o cartaginès.[6]